# Callitomis dimorpha
Callitomis dimorpha là một loài bướm đêm thuộc phân họ Arctiinae, họ Erebidae.